# Utopia (galleria)

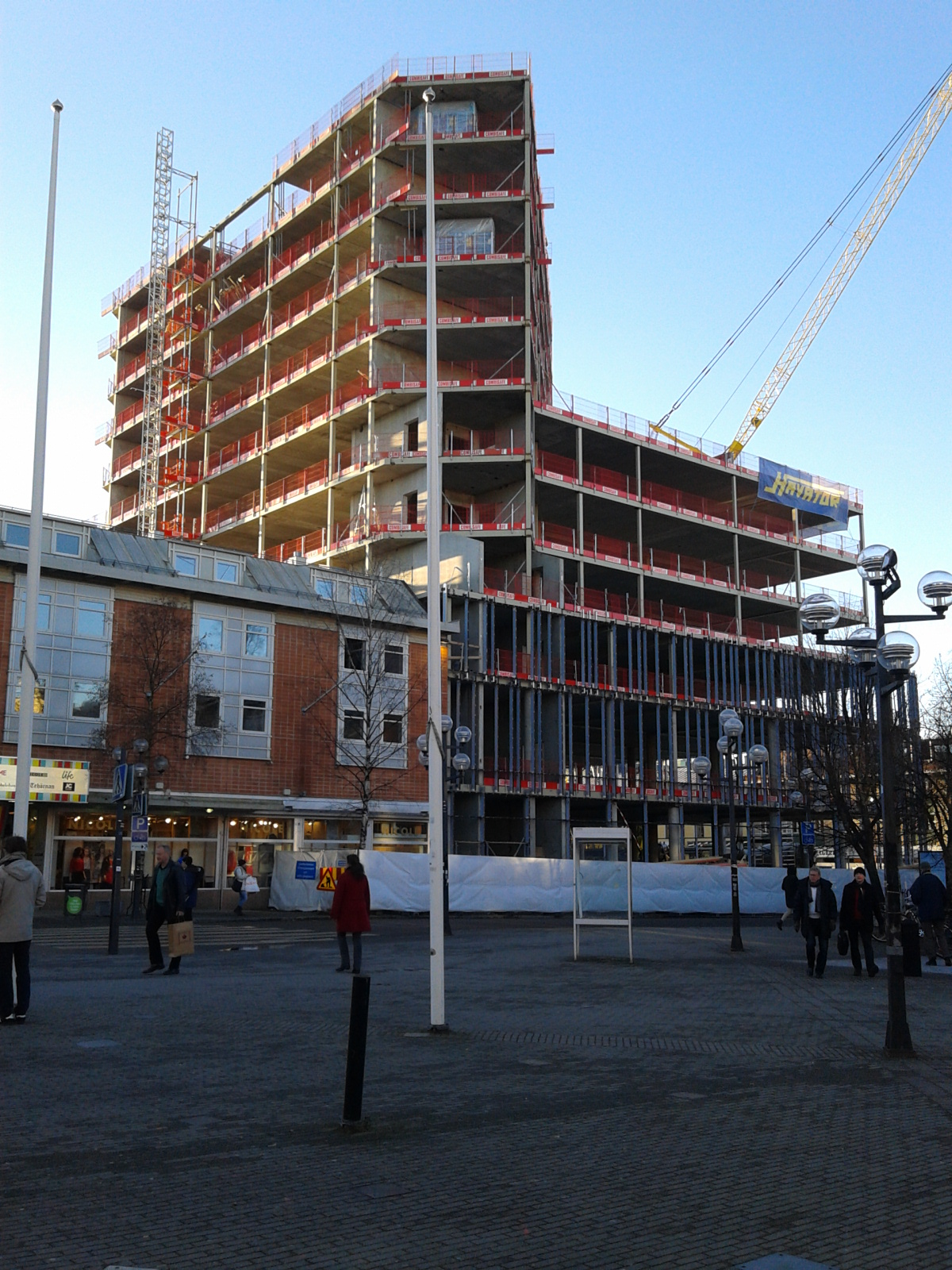

Utopia, tidigare Kungspassagen, är en galleria i centrala Umeå. Den är belägen mellan Vasaplan och Kungsgatan, har totalt tre entréer och inrymmer totalt 60 butiker.
Fastighetsbolaget Balticgruppen köpte under 2008 Kungspassagen för 245 miljoner kronor och planerade en större utbyggnation av gallerian. Planerna bestod bland annat av en påbyggnation med två våningar för att ge utrymme till 60 butiker samt en högdel på 13 våningar. Detta skulle i så fall göra Kungspassagen till landets största citygalleria borträknat de i Stockholm, Göteborg och Malmö.
Projektets byggstart kom i början av 2013 och delades upp i tre etapper, högdelen samt utbyggnationen av gamla Kungspassagen. I slutet av maj 2013 meddelades det att namnet på den nya gallerian blir Utopia.
Balticgruppen investerade totalt cirka 800 miljoner kronor i kvarteret som utöver gallerian även inrymmer hotell, gym, kontor, utbildning samt bostäder. Arkitekt för bostäder och hotell var White arkitekter.
Arkitekt för galleria och butiker var Ågrenkonsult AB, som köptes upp och blev en del av Ramböll Retail

## Se även

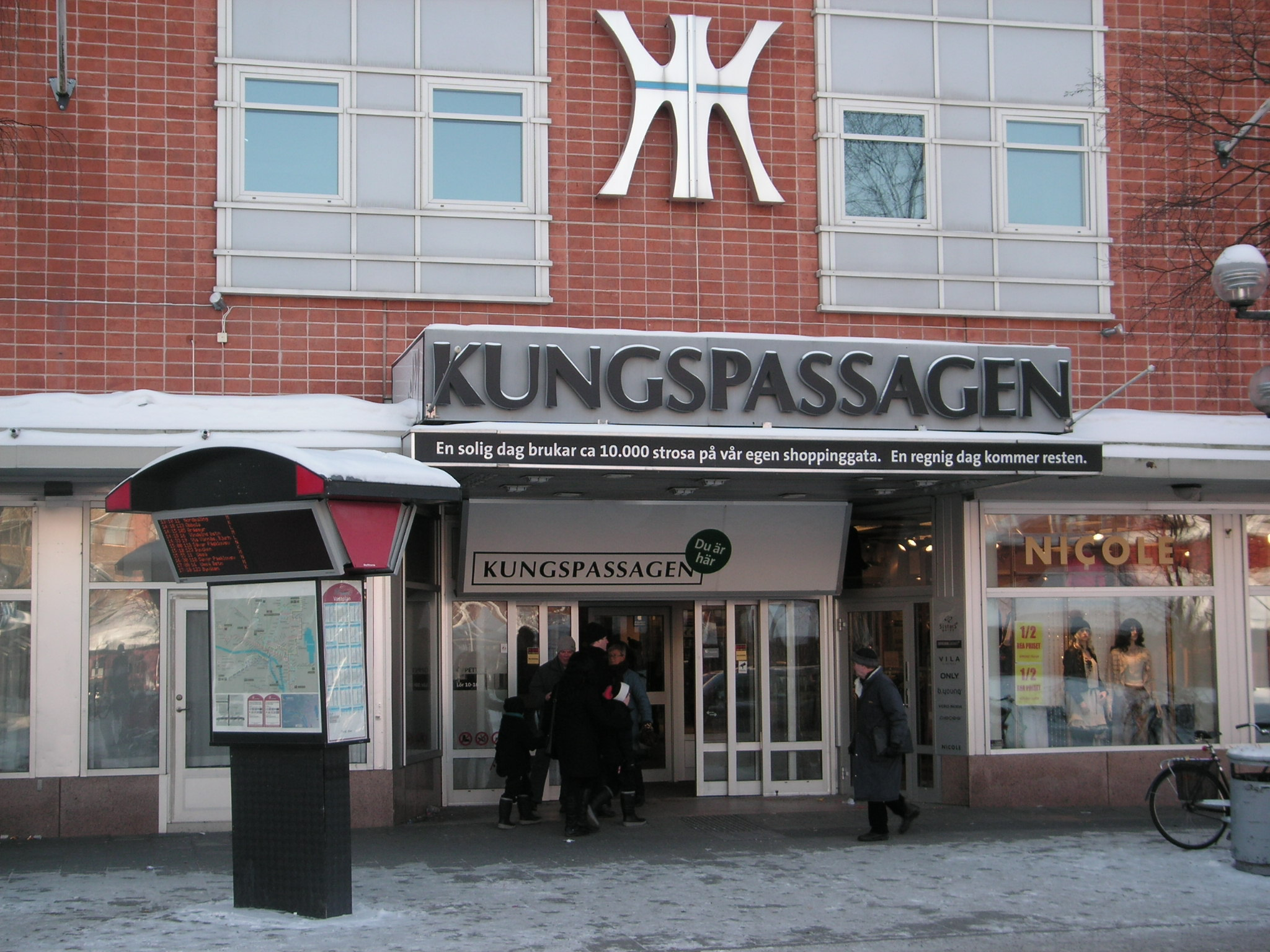
Den gamla entrén från Vasaplan